# 30-я флотилия кригсмарине
30-я флотилия подводных лодок кригсмарине — подразделение военно-морского флота нацистской Германии, действовавшее на Чёрном море против Черноморского флота ВМФ СССР в 1942 - сентябре 1944 года. Было укомплектовано 6 подводными лодками типа IIB, доставленными в Румынию по Дунаю.

## История
30-я флотилия была создана в октябре 1942 года с базой в румынском порту Констанца для ведения боевых действий в Чёрном море. Командующим флотилией стал капитан-лейтенант Гельмут Розенбаум. Доставка лодок на черноморский театр военных действий осуществлялась по рекам и посуху: сначала вниз по Эльбе к Дрездену, оттуда посуху на транспортёрах к Ингольштадту, затем к Линцу и далее вниз по Дунаю до Констанцы.
Несли дежурство у берегов Кавказа. В качестве маневровой базы использовали порт Феодосия.
Флотилия сильно пострадала в ходе советского авианалёта 20 августа 1944 года на Констанцу, в частности U-9 была потоплена у причальной стенки со всем экипажем. 25 августа U-18 и U-24 были затоплены в Констанце собственными командами. 
Уже после объявления Румынией войны Германии лишившиеся баз лодка U-23 потопила 1 сентября 1944 года румынский пароход, а U-19 потопила 2 сентября 1944 года на подходе к Констанце советский базовый тральщик Т-410. Это последняя боевая потеря советского корабля на Черноморском театре во Вторую мировую войну. Оставшиеся три лодки флотилии были затоплены экипажами 10 сентября 1944 года у берегов Турции в связи с подходом советских войск к Констанце, экипажи интернированы. Официально 30-я флотилия была расформирована в октябре 1944 года. 
Всего флотилией на Чёрном море было потоплено по немецким данным 26 судов общим водоизмещением 45 426 брутто-регистровых тонн.

## Состав
В состав 30-й флотилии входили 6 малых лодок типа IIB:
| Тип | Количество | Представители                     |
| --- | ---------- | --------------------------------- |
| IIB | 6          | U-9, U-18, U-19, U-20, U-23, U-24 |

## Командиры
| Время                    | Командующий флотилией               |
| ------------------------ | ----------------------------------- |
| октябрь 1942 — май 1944  | капитан-лейтенант Гельмут Розенбаум |
| май 1944 — июль 1944     | капитан-лейтенант Клеменс Шёлер     |
| июль 1944 — октябрь 1944 | капитан-лейтенант Клаус Петерсен    |